# Ложкина (Юргамиський район)
Ло́жкина (рос. Ложкина) — присілок у складі Юргамиського району Курганської області, Росія. Входить до складу Кислянської сільської ради.
Населення — 61 особа (2010, 92 у 2002).